# Volleyball Club Fentange (maschile)
Il Volleyball Club Fentange è una società pallavolistica maschile lussemburghese con sede a Hesperange: milita nel campionato di Division Nationale.

## Storia
La società nasce il 30 gennaio 1985 e inizia a muoversi nel panorama pallavolistico nazionale soprattutto a livello giovanile, espandendosi negli anni sia a livello maschile che femminile e coinvolgendo soprattutto gli abitanti della città. Durante i primi anni novanta la squadra riesce a raggiungere la Division Nationale, il livello più alto del campionato nazionale, ma i risultati deludenti portano presto a un ridimensionamento societario.
Il club rimane nell'anonimato per alcuni anni, fino al campionato 2003-04, quando torna nella massima serie: in seguito sale sul podio della Division Nationale per quattro volte, giungendo tre volte seconda e una terza.
Nella stagione 2016-17 si aggiudica per la prima volta la Coppa di Lussemburgo, mentre in quella seguente centra il double riconfermandosi vincitori della coppa nazionale e conquistando per la prima volta il titolo nazionale.

## Rosa 2014-2015
| N° | Nome              | Ruolo | Data di nascita   | Nazionalità sportiva |
| -- | ----------------- | ----- | ----------------- | -------------------- |
| 2  | Jacques Feyder    | S     | 25 settembre 1981 | ?                    |
| 3  | Tom Elgendinger   | C     | 26 febbraio 1992  | ?                    |
| 4  | Fabio Nicoletti   | C     | 4 dicembre 1989   | ?                    |
| 6  | Alexandar Ondelj  | P     | 8 marzo 1982      | ?                    |
| 8  | Antoinne Niel     | L     | 24 maggio 1984    | ?                    |
| 10 | Vincent Rittener  | C     | 14 luglio 1983    | ?                    |
| 11 | Sam Wirtz         | S     | 9 novembre 1988   | ?                    |
| 12 | Michel Wirtz      | S     | 22 gennaio 1987   | ?                    |
| 13 | Olivier Decastro  | S     | 12 febbraio 1988  | ?                    |
| 14 | Vaentijn Huijbers | S     | 16 settembre 1961 | ?                    |

## Palmarès
- Campionato lussemburghese: 1

2017-18
- Coppa di Lussemburgo: 2

2016-17, 2017-18